# سيرجيو دوارتي
سيرجيو دوارتي (11 يناير 1993 في الولايات المتحدة - ) هو لاعب كرة قدم برتغالي في مركز الوسط. لعب مع ناسيونال ماديرا وAcadémico de Viseu F.C. ‏ وSC Mirandela ‏.

## وصلات خارجية
- سيرجيو دوارتي على موقع قاعدة بيانات كرة القدم.إي يو (الإنجليزية)
- سيرجيو دوارتي على موقع Soccerway.com (الإنجليزية)